# Капитолин (консул 274 г.)
Вижте пояснителната страница за други личности с името Капитолин.
Капитолин (на латински: Capitolinus) е политик и сенатор на Римската империя през 3 век.
През 274 г. той е консул заедно с император Аврелиан.